# Бельти
Бельти (рос. Бельты) — село у Курчалоївському районі Чечні Російської Федерації.
Населення становить 943 особи. Входить до складу муніципального утворення Ялхой-Мохкське сільське поселення.

## Історія
Згідно із законом від 20 лютого 2009 року органом місцевого самоврядування є Ялхой-Мохкське сільське поселення.

## Населення
| 1990 | 2002 | 2010 |
| ---- | ---- | ---- |
| 578  | ↗944 | ↘943 |